# Овсиенко, Фридрих Григорьевич
Фри́дрих Григо́рьевич Овсие́нко (13 марта 1939 года, село Новосёлки, Киевская область, УССР, СССР — 10 августа 2007 года, Москва, Российская Федерация) — советский и российский религиовед и философ, крупнейший в России специалист по современному католичеству, методологии религиоведения и государственно-конфессиональных отношений. Доктор философских наук, профессор. Один из авторов «Атеистического словаря», словаря «Религии и народы современной России» и «Религиоведение: Энциклопедический словарь», а также «Энциклопедии религий» и «Большой Российской энциклопедии».

## Биография
Родился 13 марта 1939 года в селе Новосёлки Киевской области. Родителей потерял во время Великой Отечественной войны. Мать — Мария Александровна была расстреляна нацистами во время карательной операции в 1943 году. Отец — Григорий Парфентьевич, командир партизанского отряда погиб в 1944 году при освобождении Киева. Вместе с сестрами был определён в детский дом.
В 1956 году окончил среднюю школу и поступил на заочное отделение философского факультета КГУ имени Т. Г. Шевченко, а также работал на заводе.
В 1965 году окончил философский факультет МГУ имени М. В. Ломоносова.
В 1969 году окончил аспирантуру философского факультета МГУ имени М. В. Ломоносова и под научным руководством В. И. Гараджи защитил диссертацию на соискание учёной степени кандидата философских наук по теме «Особенности идеологии и деятельности католической церкви в Польской Народной Республике».
В 1969—1972 годы — старший преподаватель кафедры философии 1-го Московского медицинского института.
В 1972—1981 годы — доцент кафедры философии Московского института радиотехники, электроники и автоматики.
В 1981—1987 годы — старший научный сотрудник кафедры истории и теории атеизма философского факультета МГУ имени М. В. Ломоносова.
В 1987—1991 годы — профессор Института религиоведения АОН при ЦК КПСС.
В 1988 году защитил диссертацию на соискание учёной степени доктора философских наук по теме «Критический анализ теоретических основ социальной доктрины католицизма».
С 1991 года — профессор кафедры государственно-конфессиональных отношений Российской академии государственной службы при Президенте РФ.
Скончался 10 августа 2007 года. Похоронен в Москве на Ваганьковском кладбище.
Автор более 100 научных работ общим объёмом более 170 п.л., в том числе 4 монографий. 
Подготовил более 30 кандидатов и 5 докторов наук.
Владел несколькими европейскими языками.

## Научная деятельность
Ф. Г. Овсиенко в своих трудах исследовал современную католическую философия (онтология, гносеология и антропология неотомизма и тейярдизма), а также новые течения в теологии. При этом им был дан критический анализ этики и социологии современного католичества. Он выдвинул и обосновал положение о том, что современная католическая социальная доктрина, представляющая собой совокупность особых политических, экономических, социально-этических и культурологических концепций, во многих пунктах входит в противоречие со светскими представлениями о природе добра и зла, о достоинстве человека и социальной справедливости. В то же время он высказал мысль, что эти расхождения тем не менее не являются препятствием для непосредственного сотрудничества верующих и неверующих людей, как и для их совместной борьбы с различной социальной и политической несправедливостью.
Начиная со второй половины 1990-х годов занимался разработкой вопросов государственно-церковных отношений в России и за рубежом.

## Научные труды

### Монографии
- Овсиенко Ф. Г. Новые тенденции в католической философии и теологии. М., 1977;
- Овсиенко Ф. Г. Личность и социальное развитие в католической антропологизированной теологии. М., 1980;
- Овсиенко Ф. Г. Эволюция католического учения о роли женщины в обществе, семье и браке. М., 1980;
- Овсиенко Ф. Г. Критический анализ католической «теологии труда». — М.: Знание, 1984. — 62 с.
- Овсиенко Ф. Г. Проблема человека и гуманизма в современном католицизме. М., 1985;
- Овсиенко Ф. Г. Проблема человека в философии католицизма. Киев, 1986. — 64 с.;
- Овсиенко Ф. Г. Эволюция католической социальной теологии. [В соавт.]. М., 1986;
- Овсиенко Ф. Г. Эволюция социального учения католицизма: философский критический анализ. М. : Изд-во МГУ, 1987. — 256 с. ISBN 5-1639219 (ошибоч.);
- Овсиенко Ф. Г. Социально-этическое учение современного католицизма (критический анализ). М..: Знание, 1987.— 63 с.;
- Овсиенко Ф. Г. Католическая философия и теология. М., 1987;
- Овсиенко Ф. Г. Социальная этика католицизма: методологический аспект. М., 1990;
- Овсиенко Ф. Г. Религия, национальное согласие и возрождение России. М., 1993;
- Овсиенко Ф. Г. Государственно-церковные отношения в России. В 2 т. [В соавт.]. М., 1995;
- Алов А. А., Владимиров Н. Г., Овсиенко Ф. Г. Мировые религии. — М. : Приор, 1998 . — 475 с. — ISBN 5-7990-0166-4.
- Овсиенко Ф. Г. Новые религиозные культы, движения и организации в России. [В соавт.]. М.,1998.
- Овсиенко Ф. Г. Католицизм. — М.: РАГС, 2005. — 314 с.

### Энциклопедии и словари
Религиоведение. Энциклопедический словарь
- Овсиенко Ф. Г. Евангелизация // Религиоведение: Энциклопедический словарь / Под ред. А. П. Забияко, А. Н. Красикова, Е. С. Элбакян. — М.: Академический проект, 2006. — 1256 с. — ISBN 5-8291-0756-2.
- Овсиенко Ф. Г. Запас добрых дел // Религиоведение: Энциклопедический словарь / Под ред. А. П. Забияко, А. Н. Красикова, Е. С. Элбакян. — М.: Академический проект, 2006. — 1256 с. — ISBN 5-8291-0756-2.
- Овсиенко Ф. Г. Индульгенция // Религиоведение: Энциклопедический словарь / Под ред. А. П. Забияко, А. Н. Красикова, Е. С. Элбакян. — М.: Академический проект, 2006. — 1256 с. — ISBN 5-8291-0756-2.
- Овсиенко Ф. Г. Канонизация // Религиоведение: Энциклопедический словарь / Под ред. А. П. Забияко, А. Н. Красикова, Е. С. Элбакян. — М.: Академический проект, 2006. — 1256 с. — ISBN 5-8291-0756-2.
- Овсиенко Ф. Г. Каноническое право // Религиоведение: Энциклопедический словарь / Под ред. А. П. Забияко, А. Н. Красикова, Е. С. Элбакян. — М.: Академический проект, 2006. — 1256 с. — ISBN 5-8291-0756-2.
- Овсиенко Ф. Г. Конкордат // Религиоведение: Энциклопедический словарь / Под ред. А. П. Забияко, А. Н. Красикова, Е. С. Элбакян. — М.: Академический проект, 2006. — 1256 с. — ISBN 5-8291-0756-2.
- Овсиенко Ф. Г. Социальное христианство // Религиоведение: Энциклопедический словарь / Под ред. А. П. Забияко, А. Н. Красикова, Е. С. Элбакян. — М.: Академический проект, 2006. — 1256 с. — ISBN 5-8291-0756-2.
- Овсиенко Ф. Г. Христианские политические партии // Религиоведение: Энциклопедический словарь / Под ред. А. П. Забияко, А. Н. Красикова, Е. С. Элбакян. — М.: Академический проект, 2006. — 1256 с. — ISBN 5-8291-0756-2.
- Овсиенко Ф. Г. Христианский солидаризм // Религиоведение: Энциклопедический словарь / Под ред. А. П. Забияко, А. Н. Красикова, Е. С. Элбакян. — М.: Академический проект, 2006. — 1256 с. — ISBN 5-8291-0756-2.
- Овсиенко Ф. Г. Экзорцизм // Религиоведение: Энциклопедический словарь / Под ред. А. П. Забияко, А. Н. Красикова, Е. С. Элбакян. — М.: Академический проект, 2006. — 1256 с. — ISBN 5-8291-0756-2.
- Овсиенко Ф. Г. Энциклика // Религиоведение: Энциклопедический словарь / Под ред. А. П. Забияко, А. Н. Красикова, Е. С. Элбакян. — М.: Академический проект, 2006. — 1256 с. — ISBN 5-8291-0756-2.

Большая Российская энциклопедия
- Августин Кентерберийский : [арх. 3 января 2023] / Овсиенко Ф. Г. // А — Анкетирование. — М. : Большая российская энциклопедия, 2005. — С. 66. — (Большая российская энциклопедия : [в 35 т.] / гл. ред. Ю. С. Осипов ; 2004—2017, т. 1). — ISBN 5-85270-329-X.
- Августинцы : [арх. 21 января 2023] / Овсиенко Ф. Г. // А — Анкетирование. — М. : Большая российская энциклопедия, 2005. — С. 67. — (Большая российская энциклопедия : [в 35 т.] / гл. ред. Ю. С. Осипов ; 2004—2017, т. 1). — ISBN 5-85270-329-X.
- Авиньонское пленение пап : [арх. 17 октября 2022] / Овсиенко Ф. Г. // А — Анкетирование. — М. : Большая российская энциклопедия, 2005. — С. 84. — (Большая российская энциклопедия : [в 35 т.] / гл. ред. Ю. С. Осипов ; 2004—2017, т. 1). — ISBN 5-85270-329-X.
- Агнесса : [арх. 15 июня 2024] / Овсиенко Ф. Г. // А — Анкетирование. — М. : Большая российская энциклопедия, 2005. — С. 186. — (Большая российская энциклопедия : [в 35 т.] / гл. ред. Ю. С. Осипов ; 2004—2017, т. 1). — ISBN 5-85270-329-X.
- Адальберт Магдебургский : [арх. 21 февраля 2023] / Овсиенко Ф. Г. // А — Анкетирование. — М. : Большая российская энциклопедия, 2005. — С. 204. — (Большая российская энциклопедия : [в 35 т.] / гл. ред. Ю. С. Осипов ; 2004—2017, т. 1). — ISBN 5-85270-329-X.
- Адальберт Пражский : [арх. 27 ноября 2022] / Овсиенко Ф. Г. // А — Анкетирование. — М. : Большая российская энциклопедия, 2005. — С. 204. — (Большая российская энциклопедия : [в 35 т.] / гл. ред. Ю. С. Осипов ; 2004—2017, т. 1). — ISBN 5-85270-329-X.
- Аджорнаменто : [арх. 15 июня 2022] / Овсиенко Ф. Г. // А — Анкетирование. — М. : Большая российская энциклопедия, 2005. — С. 228. — (Большая российская энциклопедия : [в 35 т.] / гл. ред. Ю. С. Осипов ; 2004—2017, т. 1). — ISBN 5-85270-329-X.
- Адриан II : [арх. 3 октября 2022] / Овсиенко Ф. Г. // А — Анкетирование. — М. : Большая российская энциклопедия, 2005. — С. 243. — (Большая российская энциклопедия : [в 35 т.] / гл. ред. Ю. С. Осипов ; 2004—2017, т. 1). — ISBN 5-85270-329-X.
- Адриан VI : [арх. 3 января 2023] / Овсиенко Ф. Г. // А — Анкетирование. — М. : Большая российская энциклопедия, 2005. — С. 243—244. — (Большая российская энциклопедия : [в 35 т.] / гл. ред. Ю. С. Осипов ; 2004—2017, т. 1). — ISBN 5-85270-329-X.
- Альбан Британский : [арх. 27 ноября 2022] / Овсиенко Ф. Г. // А — Анкетирование. — М. : Большая российская энциклопедия, 2005. — С. 545. — (Большая российская энциклопедия : [в 35 т.] / гл. ред. Ю. С. Осипов ; 2004—2017, т. 1). — ISBN 5-85270-329-X.
- Амвросий Медиоланский : [арх. 3 декабря 2022] / Овсиенко Ф. Г., Лебедев С. Н. (гимнографические труды) // А — Анкетирование. — М. : Большая российская энциклопедия, 2005. — С. 597. — (Большая российская энциклопедия : [в 35 т.] / гл. ред. Ю. С. Осипов ; 2004—2017, т. 1). — ISBN 5-85270-329-X.
- Анастасий Библиотекарь : [арх. 1 декабря 2022] / Овсиенко Ф. Г. // А — Анкетирование. — М. : Большая российская энциклопедия, 2005. — С. 673. — (Большая российская энциклопедия : [в 35 т.] / гл. ред. Ю. С. Осипов ; 2004—2017, т. 1). — ISBN 5-85270-329-X.
- Аутодафе : [арх. 3 января 2023] / Овсиенко Ф. Г. // Анкилоз — Банка. — М. : Большая российская энциклопедия, 2005. — С. 498. — (Большая российская энциклопедия : [в 35 т.] / гл. ред. Ю. С. Осипов ; 2004—2017, т. 2). — ISBN 5-85270-330-3.

### Статьи
- Овсиенко Ф. Г. Эволюция католического учения о роли женщины в обществе, семье и браке // Вопросы научного атеизма. — Вып. 28. — М., 1981. — С. 163—182.
- Овсиенко Ф. Г. Критика методологических основ социального учения католицизма // Вопросы научного атеизма. Вып. 33. Религия и политика / Редкол. В. И. Гараджа (отв. ред.) и др.; Акад. обществ. наук ЦК КПСС. Ин-т научного атеизма. — М.: Мысль, 1985. — С. 50—71. — 303 с. — 22 700 экз.
- Овсиенко Ф. Г. Фридрих Ницше — антихристианин. // Социальная теория и современность. Вып. II: Фридрих Ницше. «Воля к власти». — М., 1993. — С. 115—124.
- Овсиенко Ф. Г. Экзистенциализм религиозный и атеистический? // Социальная теория и современность. — 1994. — № 14: Человек и его мир в философской мысли А. Камю и Ж.-П. Сартра. — С. 162—169.
- Овсиенко Ф. Г. Проблема «человек—природа» в современной католической философии // Экология и религия. — Ч. I. — М., 1994. — С. 75-112.
- Овсиенко Ф. Г. Гуманизм и религия // Наука, религия, гуманизм: Сб. статей. — М., 1996. — С. 39-53.
- Овсиенко Ф. Г. Взаимоотношения государства и Церкви в Восточной Европе // Мировой опыт государственно-церковных отношений: Уч. пособ. 2-е изд. — М., 1999. — С. 154—190.
- Овсиенко Ф. Г. Особенности формирования социальных доктрин православия и католицизма // Религиоведение. — 2001. — № 2.
- Овсиенко Ф. Г. Политизация конфессий и клерикализация политики: тенденции развития и риски в современном российском обществе // Религиоведение. — 2002. — № 2.
- Овсиенко Ф. Г. Сферы изысканий религиоведения и теологии и специфика постижения ими рассматриваемых объектов // Религиоведение. — 2004. — № 2. — С. 116—130.
- Овсиенко Ф. Г. Философия и теология человека в допонтификатном творчестве Кароля Войтылы (Иоанна Павла II) // Религиоведение. — 2005. — № 2. — С. 3-15.
- Овсиенко Ф. Г. Религиозное образование в российской школе // Национальные интересы. — 2005. — № 1.
- Овсиенко Ф. Г. Католическое образование // Религиоведение: Энциклопедический словарь / Под ред. А. П. Забияко, А. Н. Красникова, Е. С. Элбакян. — М.: Академический проект, 2006. — С. 513—515. — 1254 с. — ISBN 5-8291-0756-2
- Овсиенко Ф. Г. Пацифизм религиозный // Религиоведение: Энциклопедический словарь / Под ред. А. П. Забияко, А. Н. Красникова, Е. С. Элбакян. — М.: Академический проект, 2006. — С. 756—758. — 1254 с. — ISBN 5-8291-0756-2
- Зуев Ю. П., Кудрина Т. А., Лопаткин Р. А., Овсиенко Ф. Г., Трофимчук Н. А. Развитие религиоведческого образования в государственных и муниципальных образовательных учреждениях Российской федерации (Аналитический материал) (недоступная ссылка) // Журнал «Государство, религия, Церковь в России и за рубежом» Вып. 1: Антология отечественного религиоведения Ч.4: Кафедра государственно — конфессиональных отношений РАГС, 2009. — С. 131—177 (также в сборнике — Религия и образование : Сб . обзоров и реф . / РАН ИНИОН. Центр гуманит. науч.-информ. исслед. Отд. Философии; Рос. Акад. гос службы при Президенте РФ. Каф. Религиоведения / Отв . Ред . Скворцов Л . В .; Сост . Девина И . В . — М .: 2002. — 208 с. — С. 5-72.- (Сер.: Религиоведение). ISBN 5-248-00119-6

### Экспертиза
- Экспертное заключение доктора философских наук, профессора кафедры религиоведения Российской академии государственной службы при Президенте РФ Ф. Г. Овсиенко от 31 января 1997 г. по фактам противоправной деятельности религиозной организации «Свидетели Иеговы» Архивная копия от 19 октября 2013 на Wayback Machine

## Награды
- Почётный работник высшего профессионального образования Российской Федерации

## Отзывы
Кандидат философских наук, профессор кафедры государственно-конфессиональных отношений РАНХиГС религиовед Ю. П. Зуев считает Ф. Г. Овисенко это «один из ведущих российских учёных-религиоведов». Он вспоминает, что Ф. Г. Овсиенко «отличался широкой научной эрудицией, глубоким профессионализмом в философско-методологических проблемах религиоведения и истории религии» и «в последнее десятилетие оставался практически единственным в нашей стране специалистом в области католицизма». Зуев отмечает, что у Ф. Г. Овсиенко был большой педагогический опыт, а его лекции и семинары вызвали живой интерес у студентов и аспирантов. Ф. Г. Овсиенко «в совершенстве владел искусством формирования личности молодого учёного, прививая ему вкус к научному поиску и профессиональную честность», был искренен и открыт в общении с людьми, выступал с готовностью «поделиться своим опытом и знаниями». Зуев отмечает, что Ф. Г. Овсиенко имел «исключительно толерантное отношение к людям разных мировоззренческих позиций и, вместе с тем, — твёрдость в отстаивании собственных убеждений, собственной позиции учёного».
Кандидат философских наук, профессор кафедры государственно-конфессиональных отношений РАНХиГС религиовед Р. А. Лопаткин считает, что Ф. Г. Овсиенко «был человеком обширных знаний, культурных интересов и исключительного трудолюбия, являл собой тот тип учёного, который постоянно связывает свои научные изыскания и преподавательскую деятельность с судьбой родной страны». Он отмечает, что по мировоззрению Ф. Г. Овсиенко «был убеждённым атеистом (отнюдь не вульгарным и не „воинствующим“), не изменял своим взглядам, но при этом проявлял уважение к убеждениям других людей, в том числе религиозным». Лопаткин указывает на то, что «среди тех, кто под его руководством защитил диссертации и дипломы, были люди самых разных мировоззренческих позиций, в том числе верующие разных религий и конфессий, среди них несколько православных священнослужителей, которым атеистические убеждения их учителя не мешали видеть в нём мудрого и глубоко уважаемого наставника».